# 梶野智幸
梶野智幸 (1960年7月11日—-)是一位已退休的日本足球運動員，生涯效力過大阪櫻花、大阪飛腳、柏雷素爾。曾入選日本國家隊，出賽九場攻入一球。

## 指導資歷
- 明海大學 1997年-1999年
- 東京農業大學 1999年-2000年
- 大阪櫻花U-12 2002年
- 大阪櫻花U-13 2004年-2005年
- 大阪櫻花西部U-15 2006年
- 大阪櫻花和歌山U-15 2010年

## 外部連結
- 日本足球協會資料 （页面存档备份，存于） （日語）
- 梶野智幸在National-Football-Teams.com的資料